# Cacusan CF
Cacusan Clube do Futebol, hay còn được gọi là Cacusan là một câu lạc bộ ở Đông Timor có trụ sở ở Dili. Hiện đội đang chơi tại giải Liga Futebol Amadora.